# Tonsystem
Ein Tonsystem umfasst den in einer Musikkultur verwendeten Tonvorrat und die Ordnungsprinzipien, die den Tonbeziehungen zugrunde liegen und die Funktionen einzelner Töne bzw. Tonstufen bestimmen. Tonsysteme sind somit ein zentraler Gegenstand der Musiktheorie bzw. Musikwissenschaft und stellen ein Mittel dar, verschiedene Musikkulturen miteinander zu vergleichen.
Viele Kulturen, besonders bei indigenen Völkern, haben aber selbst oft keine eigentliche Musiktheorie. Ein Tonsystem kann hier durch den die jeweilige Musikkultur untersuchenden Musikforscher bzw. Musikethnologen durch empirische Beobachtungen der praktizierten Musik und eventuell verwendeter Musikinstrumente abgeleitet werden.
Eine den meisten Tonsystemen gemeinsame Eigenschaft ist z. B. die Ähnlichkeits- bzw. Identitätsempfindung von Tönen im Abstand einer Oktave. Bei diesem Intervall stehen zwei Töne im Frequenzverhältnis 2:1 zueinander. Sie werden als unmittelbar verwandt empfunden und können als tonig beziehungsweise äquivalent aufgefasst werden. 

## Das neuzeitliche Tonsystem der westlichen Musik
Trotz vielfältiger neuer Alternativexperimente ist das bis heute in der westlichen Musik der Neuzeit dominierende Tonsystem das diatonisch-chromatisch-enharmonische Tonsystem, wie es sich in der allgemein üblichen Notenschrift darstellt. Obwohl dessen Tonvorrat prinzipiell beliebig erweiterbar ist, wird es durch die Notenschrift scheinbar auf 35 Stufen beschränkt, indem zu jedem der sieben diatonischen Stammtöne vier Varianten durch einfache und doppelte Erhöhung bzw. Erniedrigung hinzutreten. Damit ergibt sich folgender Tonvorrat, der den Anforderungen der musikalischen Praxis in der Regel mehr als genügt und nur selten voll ausgeschöpft wird:
| doppelt erhöht     | cisis | disis | eisis | fisis | gisis | aisis | hisis |
| einfach erhöht     | cis   | dis   | eis   | fis   | gis   | ais   | his   |
| Stammton           | c     | d     | e     | f     | g     | a     | h     |
| einfach erniedrigt | ces   | des   | es    | fes   | ges   | as    | b     |
| doppelt erniedrigt | ceses | deses | eses  | feses | geses | asas  | heses |

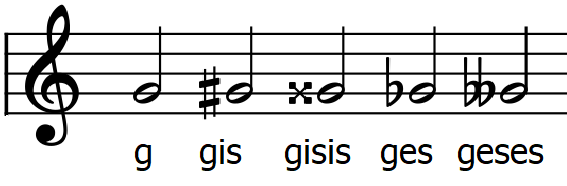

Zur theoretischen Begründung dieses Tonsystems können verschiedene Konstruktionsprinzipien, die gleichzeitig Stimmungssysteme sind, herangezogen werden. Die beiden wichtigsten sind:
1. Das pythagoreische Prinzip der Quintenschichtung, nach dem sich die diatonische Stammtonreihe aus der Quintenfolge f-c-g-d-a-e-h ergibt. Da wegen des Fehlens eines einheitlichen Stimmtons beim Zusammenspiel transponiert werden musste, fügte man Halbtonschritte durch Anfügen weiterer Quinten nach oben und unten ein. Hierauf basiert die Pythagoreische Stimmung.
2. Das Prinzip der reinen Stimmung, die mit dem Aufkommen der Mehrstimmigkeit in Westeuropa in der zweiten Hälfte des 15. Jahrhunderts Bedeutung erlangte. Hier wird gefordert, dass bei Dur- und Molldreiklängen neben den Quinten (mit dem Frequenzverhältnis 3:2) auch die große und kleine Terz (mit den Frequenzverhältnissen 5:4 und 6:5) rein erklingen. Dabei tritt jedoch das Problem auf, dass bei Modulationen sich Töne nicht nur sichtbar mit Vorzeichenwechsel ändert, sondern andere auch geringfügig um ein syntonisches Komma.

Insbesondere bei Tasteninstrumenten ist die praktische Umsetzung des Tonsystems mit Problemen bezüglich der reinen Intonation verbunden. Das Archicembalo etwa, das mit seinen 36 Tasten pro Oktave als gute Abbildung des Tonsystems der reinen Stimmung verstanden werden kann, erwies sich wegen seiner unhandlichen Komplexität als wenig praxistauglich. Deshalb war man bestrebt, die Anzahl der Tasten auf das unbedingt Erforderliche zu reduzieren. Ermöglicht wurde diese Reduktion durch den Umstand, dass viele Töne (z. B. das a von C-Dur und das um ein Komma höheres a von G-Dur) sehr nahe beieinander liegen. Solche eng benachbarten Töne lassen sich durch bewusste möglichst kleine Verstimmungen (Temperierung genannt) auf eine Taste zusammenlegen. Unter den vielen Stimmungssystemen, die zur Lösung des Problems ersonnen wurden, setzte sich schließlich die heute allgemein übliche zwölfstufig-gleichtemperierte Stimmung durch.
Seitdem wird das diatonisch-chromatisch-enharmonische Tonsystem akustisch durch eine Skala mit zwölf Stufen pro Oktave (chromatische Tonleiter) repräsentiert, die bei gleichstufiger Stimmung durch Halbtonintervalle fester Größe getrennt sind.
Die zwölf Töne sind prinzipiell gleichrangig – jeder Ton kann im die westliche Musik dominierenden Dur-Moll-System zum Grundton einer Tonart werden. Die Tonarten des Dur-Moll-Systems sind dabei in ihrer Struktur aber immer gleich; d. h. als Dur oder Moll erkennbar. Die westliche Musik unterscheidet mit Dur und Moll zwei Tongeschlechter. Die Bezeichnungen C-Dur, Fis-Dur, a-Moll, b-Moll usw. geben an, auf welchem Ton aus dem Tonsystem sich die Dur- oder Mollstruktur aufbaut und welche diatonischen Töne zu der jeweiligen Tonleiter gehören. Wenn man die grundsätzliche Tonfolgestruktur beibehält, kann eine Melodie prinzipiell auf jedem beliebigen Grundton gesungen bzw. gespielt werden. Melodien bzw. ganze Musikstücke sind somit transponierbar. Den einzelnen Tonarten werden aber mitunter über die Tonartencharakteristik unterschiedliche Bedeutungen beigemessen, doch sind diese Zuordnungen subjektiv und historisch variabel und insgesamt umstritten.
Die zwölftönige Skala stellt eine Materialtonleiter dar, während C-Dur oder a-Moll usw. Gebrauchstonleitern sind. Eine Ausnahme bilden in der westlichen Musik die Atonalität und die freie Tonalität – hier decken sich Material- und Gebrauchsleiter.
Durch Vorzeichen gekennzeichnete Töne sind Ableitungen bzw. Alterationen der ursprünglich diatonischen Tonstufen und werden in der Notenschrift als entweder erhöhte (♯, "Kreuz") oder erniedrigte (♭, "Be") Varianten notiert. Darauf deuten auch die Benennungen, die Abwandlungen der Tonbezeichnungen durch angehängte Buchstaben oder Buchstabenkombinationen sind.
- Beispiel: as wird als erniedrigtes a (a♭) geschrieben, gis als erhöhtes g (g♯).

Beide Töne sind aber in der gleichstufigen Stimmung physikalisch identisch. Weil nun die musikschriftliche Grammatik des Dur-Moll-Systems bzw. der Funktionsharmonik nach ♯- und ♭-Tonarten unterscheidet, müssen zur Wahrung der Folgerichtigkeit im Notenbild Tonbezeichnungen verwendet werden, die zur jeweiligen Tonart passen.
- Beispiel: In Cis-Dur notiert man z. B. als zweite Stufe ein dis, in Des-Dur hingegen ein es.

Das gilt für diatonische, also tonleitereigene, als auch tonartfremde Töne, die z. B. im Falle von Modulationen eingeführt werden. Die Möglichkeit der verschiedenen Notation nennt man enharmonische Verwechslung. Echte enharmonische Verwechslungen treten in Notenbildern auf, in denen sich der Wechsel von einer ♯-Tonart in eine ♭-Tonart, bzw. umgekehrt, aufgrund besserer Lesbarkeit oder Sing-/Spielbarkeit für die Musiker anbietet.

In der Reinen und auch mitteltönigen Stimmung hingegen sind z. B. as und gis auch tatsächlich physikalisch verschiedene Töne. Diese werden auch als Spalttöne bezeichnet, da sie den Ganztonschritt zwischen g und a eben in zwei verschiedene Halbtondistanzen teilen. Der Unterschied zwischen as und gis gilt dann als eigentliche Enharmonik, weil eine Verwechslung wie unter Zugrundelegung der gleichstufigen Stimmung ausgeschlossen ist. Diese Enharmonik spielt z. B. bei A-cappella-Chören, Streichquartetten oder guten Orchestern eine ausschlaggebende Rolle – insbesondere, wenn beabsichtigt wird, dem Klang der Musik zwischen Mittelalter und Klassik möglichst nahe zu kommen.

### Herleitung und Geschichte
Nach der Oktave prägen das westliche Tonsystem zuvorderst die Quinte und die Quarte. Auf Pythagoras von Samos bzw. die Pythagoräer geht die philosophisch begründete Überzeugung zurück, dass die einfachsten, ganzzahligen Teilungsverhältnisse die harmonischsten Proportionen wiedergeben. Das gelte etwa für die Geometrie, die Architektur als auch für physikalische Schwingungszustände wie z. B. Töne. Die Frequenzverhältnisse der Oktave (Frequenzverhältnis 1:2), der Quinte und Quarte (Frequenzverhältnisse 2:3 und 3:4) betragen in genau dieser Reihenfolge 1:2:3:4. Diese Zahlenfolge – gewissermaßen die „Weltformel“ der Pythagoräer; genannt Tetraktys – gebe dabei treffend die Abstufungen menschlichen Konsonanzempfindens zweier oder mehrerer Töne wieder. Physikalische und mathematische Grundprinzipien treffen die menschliche Sinnesperzeption.

In Anlehnung an die pythagoreische Lehre leitet sich der erste Ton eines Tonsystems also aus der Oktave ab. Die Ableitung der weiteren Töne des Systems geschieht durch Quintenschichtung. Dem liegt zugrunde, dass die Quinte die erste Konsonanz ist, die eine Tonleiter, d. h. distinkte diatonische Tonstufen, ableiten lässt. Töne im Abstand einer Quinte sind im ersten Grade, im Abstand zweier Quinten im zweiten Grade usw. verwandt wie dies mittels Quintenzirkel ersichtlich wird. Die Quinte sowie ihr Komplementärintervall, die Quarte, konstituieren als rein und haben als feste Größen 702 Cent bzw. 498 Cent.
- Beispiel für die Konstruktion einer diatonischen Leiter auf c (c – d – e – f – g – a – h):

Quintenschichtung: c – g – d – a – e – h. Aus der ersten auf c folgenden Quinte gewinnen wir den Ton g (1200 Cent × log2(3:2) = 702 Cent). Die zweite Quinte führt zum d (1404 Cent – 1200 Cent = 204 Cent). So fährt man mit den übrigen Tönen fort, wobei immer zu beachten ist, wie häufig durch die Quintenschichtung der Oktavbereich gewechselt wird. Der entsprechende Ton wird dann nämlich in den richtigen Oktavbereich „zurück-oktaviert“, die Oktaven also wieder abgezogen. Eine Quinte tiefer von c ist F und eine Oktave über F das f. Nebenstehende Abbildung zeigt, wie mittels Quintenschichtung der Ton e, also die dritte Stufe (Terz) in einer Leiter auf c, gewonnen wird. 

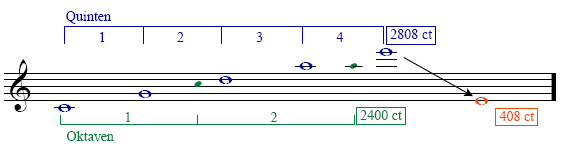
Gewinnung des Tones e in einer Leiter auf c mittels Quintenschichtung. Es werden 4 Quinten (4 × 702 Cent = 2808 Cent) und zwei Oktaven (2 × 1200 Cent = 2400 Cent) durchschritten. Die Differenz führt zur großen Terz mit 408 Cent.

Diese ursprüngliche Konstruktion des abendländischen Tonsystems nimmt jedoch zunächst nur Rücksicht auf die pythagoreische Stimmung, die auch als Quintenstimmung bezeichnet wird. Das im nebenstehenden Beispiel bestimmte Intervall ist die pythagoreische große Terz (64:81, 408 Cent), die um das syntonische Komma (21,51 Cent) größer ist als die reine große Terz (4:5, 386 Cent).
 Die Quintenschichtung gilt gewissermaßen als die erste Theorie zu Erklärung des westlichen Tonsystems, da sich, in Einklang mit dem pythagoreischen Ideal, mit ihr der Tonvorrat der Pentatonik und Heptatonik am besten herleiten lässt. Pentatonische und heptatonische Tonleitern gelten, in der Entwicklung in dieser Reihenfolge, als die Urtonleitern des westlichen Tonsystems. Bereits das Tonsystem der griechischen Antike vollzog eine Entwicklung von einem fünfstufigen (pentatonischen) zu einem siebenstufigen (heptatonischen) System. Die Pentatonik herrscht z. B. noch bis in unsere Zeit in gut erhaltenen Volksmusiktraditionen. Grundsätzlich gelten diese Tonleitern als diatonische Skalen. Sie geben einzig die Tonstufen wieder, die sich aus der Schichtung von vier bzw. sechs Quinten ergeben. Beispiel:
- f – c – g – d – a (4 Quinten) ergibt die halbtonlose pentatonische Skala

c – d – f – g – a
- f – c – g – d – a – e – h (6 Quinten) ergibt die heptatonische Skala

c – d – e – f – g – a – h – c mit zwei Halbtonschritten.
Die Musik des Mittelalters verwendete grundsätzlich ein heptatonisches System, kannte darin aber bereits Hierarchisierungen, so dass einzelne Tonstufen nur eine geringere Bedeutung erfuhren. Das gregorianische System mit den Kirchentonarten bzw. Modi ordnete den grundsätzlichen Tonvorrat in Skalen mit verschiedener Struktur und folglich verschiedenen Charakters.
 Mit der Mehrstimmigkeit, besonders aber seit dem Spätmittelalter und der Frühen Neuzeit, fügte die Musikpraxis die Möglichkeit alterierter Tonstufen ein. Damit hielten in der Notenschrift die Vorzeichen ♯ und ♭ Einzug. Alterierte Tonstufen änderten aber zunächst noch nicht das Tonsystem. Sie hatten ausschließlich klanglichen Charakter und fungierten so „nur“ als Zwischentöne bzw. Leittöne in Schlussformeln bzw. Kadenzen oder bei Wechsel des Hexachordes (siehe hierzu: Musica ficta).
Im Zuge der hochkomplexen Mehrstimmigkeit seit dem 15. Jahrhundert, besonders aber mit der rasant zunehmenden Entwicklung von Tasteninstrumenten in der Zeit des Barock und der Etablierung des Dur-Moll-Systems, wurde jedoch die Stimmung ein ernstes Problem. Das Tonsystem hatte sich infolge der musikalischen und kompositorischen Praxis erweitert. Unter dem Aspekt der auftretenden Stimmungsprobleme ließ sich dieses auch nicht mehr allein über die pythagoräische Quintenschichtung erklären. Weitere Erklärungsmodelle für das westliche Tonsystem sind so z. B. die Zerlegung der Oktave in große und kleine Terzen. Gerade an der Festlegung der Terzen entzündet sich aber das Problem der Stimmung. Die Quinte teilt sich in große und kleine Terz (4:5 und 5:6). Die große Terz besteht demnach aber aus einem großen und einem kleinen Ganzton (8:9 und 9:10), deren Differenz 21,51 Cent, das sogenannte syntonische Komma, beträgt. Wie oben gezeigt, bestimmt aber die Quintenprogression den großen Ganzton (8:9, 204 Cent) als den authentischen. Nun besteht wiederum eine Oktave aus sechs Ganztönen – sechs große Ganztöne überschreiten aber den Oktavrahmen um 23,46 Cent, das sogenannte pythagoräische Komma.

Ferner kann das abendländische Tonsystem auch durch die Obertonreihe erklärt werden, die alle zwölf Töne und ihre Verhältnisse zueinander angibt. Aber auch hier ergeben sich Schwierigkeiten mit der Stimmung.
Im Laufe der Zeit wurden so verschiedene Stimmungssysteme erprobt und entwickelt, wobei eines der Hauptprobleme das der Terz darstellte.
Die lange Zeit vorherrschenden mitteltönigen Stimmungen mit vielen reinen Terzen nähern die reine Stimmung hervorragend an, allerdings nur (in der 1/4-Komma mitteltönigen Stimmung) in den Tonarten B-, F-, C-, G-, D- und A-Dur, sowie g-, d-, a-, e-, h- und fis-moll. Um die Tonarten des gesamten Quintenzirkels spielbar zu machen, wurden die mitteltönigen Stimmungen über die wohltemperierten Stimmungen schließlich zur gleichstufigen Stimmung so erweitert, dass die Tonarten des gesamten Quintenzirkels spielbar wurden. Dieses wurde aber nur ermöglicht, indem man die reinen Terzen wieder den pythagoreischen Terzen annäherte (schärfte). Bei der gleichstufigen Stimmung werden die zwölf Quinten in den Oktavraum mit zwölf Tönen angepasst, so dass alle zwölf Halbtöne das gleiche Distanzmaß von 100 Cent zueinander haben.
So hat man die ursprünglich reine Quinte von 702 Cent, die der Quintenschichtung zugrunde lag, zugunsten der Gleichstufigkeit mit der Quinte von 700 Cent etwas verkleinert.
Diese Rationalisierung des abendländischen Tonsystems, die den Anforderungen der Komponisten und vor allem den Instrumentalisten folgte, geht auf die Versuche Andreas Werckmeisters (zwischen 1681 und 1691) zurück. Johann Sebastian Bachs Werk Das wohltemperierte Klavier demonstriert, wie nun alle ♯- und ♭-Tonarten auf einem Klavier – damals noch jede mit einer eigenen Tonartencharakteristik – spielbar wurden.

### Mathematische Beschreibung
Die Materialtonleitern von Tonsystemen können durch eine Tonstruktur beschrieben werden. Tonstrukturen bauen dabei auf Tönen und Intervallen auf. Diese Tonstrukturen können mit mathematischen Formeln präziser und kürzer beschrieben werden.
Der Intervallraum wird je nach System unterschiedlich aufgeteilt, wobei mathematisch kaum mehr zwischen System und Stimmung unterschieden wird. Materialtonleitern und Gebrauchstonleitern nähern sich dabei an, wobei die rein mathematisch-theoretische Beschreibung meist von der realen Stimmung am Instrument, wie zum Beispiel der Stimmung einer akustischen Orgel, mehr oder weniger abweicht.

## Historische europäische Tonsysteme
Historische Tonsysteme lassen sich nicht immer mit der Anzahl der Stufen in einer Oktav und dem Ordnungsprinzip der Tonbeziehungen beschreiben, denn Tonnamen, die in jeder Oktave gleich sind, wurden erst von Guido von Arezzo um ca. 1025 eingeführt. Für die Zeit davor muss der Rahmen für die Beschreibung unter Umständen weiter gefasst werden und erstreckt sich meist über mehr als eine Oktave. Dies wird z. B. am antiken griechischen Systema Téleion deutlich, das zwei Oktaven umspannt.
Dass die Musiktheorie im antiken Griechenland bereits sehr weit gediehen war, zeigen u. a. erhaltene Schriften von Aristoxenos, die ca. 320 vor Christus verfasst wurden. Zuvor wird bereits in Platos Spätwerk Timaios das griechische Tonsystem inklusive des pythagoreischen Halbtons Limma zum ersten Mal mathematisch beschrieben.
Für die Musik des Mittelalters wurde eine unterschiedliche Tonordnung erstellt, nämlich das gregorianische System mit Hexachorden und den Kirchentonarten, die darauf aufbauen. Die mittelalterliche christlich-liturgische Musik mit dem Gregorianischen Choral wurde die wesentliche Grundlage für die weiteren Entwicklungen der europäischen Kunstmusik.

## Alternative Tonsysteme in modernen Kompositionen
Seit dem Anfang des 20. Jahrhunderts setzt sich eine Vielzahl von Komponisten mit der Frage nach einem Tonsystem für eigene Werke auseinander. So suchten Komponisten das standardisierte System aus zwölf Tönen zu verlassen und den Halbtonschritt in kleinere Intervalle zu teilen. Hier spricht man von Mikrotonalität. Ferruccio Busoni z. B. ließ sich ein Dritteltonharmonium bauen; es sind aber keine „mikrotonalen“ Werke von ihm überliefert. Wesentliche kompositorische Positionen seit etwa Busoni sind:
- Charles Ives (Danbury, Connecticut 1874 – New York City 1954) war einer der innovativsten Komponisten seiner Zeit. Er wurde zu Lebzeiten sehr selten aufgeführt. Seine Beschäftigung mit neuartigen Stimmungssystemen war ein Teil seiner weitgespannten kompositorischen Experimente. Er setzte Vierteltöne ein in der Symphony No. 4 (1910–16) und in den Three Quarter Tone Piano Pieces (1923–24). Die Universe Symphony (1911–16, unvollendet, Arbeit daran bis 1954) verwendet ein extremes pythagoreisches System aus reinen Quinten in Kombination mit zusätzlichen Vierteltönen.

- Julián Carrillo (Ahualulco, Mexiko 1875 – Mexiko-Stadt 1965) war Komponist, Dirigent und Violinist (Studien u. a. in Leipzig) mit weitgespannten Beziehungen auch zu Musikern wie Leopold Stokowski in den USA. Seit den 20er Jahren verfocht er neue Stimmungssysteme und ließ spezielle Klaviere in Mexiko bauen, die ganz systematisch im 1/3-, 1/4- etc. bis 1/16-Tonsystem stehen bei annähernd beibehaltener Tastenanzahl. Er veröffentlichte diverse Schriften zu seiner Theorie des Sonido 13, z. B. 1934: La revolución musical del Sonido 13. In Mexiko wurde er wie ein Nationalheld gefeiert.
- Alois Hába (Wisowitz, Mähren 1893 – Prag 1973) war ein Franz Schreker-Schüler und schrieb in diversen temperierten Systemen, namentlich im Viertel- und Sechsteltonsystem. Er veröffentlichte Schriften wie Mein Weg zur Viertel- und Sechsteltonmusik (1986) oder Neue Harmonielehre des diatonischen, chromatischen, Viertel-, Drittel-, Sechstel- und Zwölftel-Tonsystems (1927).
- Ivan Wyschnegradsky (St. Petersburg 1893 – Paris 1979) schrieb vor allem im Vierteltonsystem für zwei Klaviere (auch innerhalb von Orchesterwerken eingesetzt), aber auch für Streichquartett. Ebenso gibt es Werke im 1/6- oder 1/12-Tonsystem, Beispiel Deux pièces opus 44 (1958): Poème, pour piano à micro-intervalles de Julian Carrillo en 1/6 de ton – Etude, pour piano à microintervalles de Julian Carrillo en 1/12 de ton. Auffällig ist ein Werk im 31-Tonsystem für die Orgel von Adriaan Fokker: Étude Ultrachromatique 1959. 1932 publizierte er Manuel d'harmonie à quarts de ton.
- Harry Partch (Oakland, Kalifornien 1901 – San Diego 1974) baute sein eigenes Stimmungssystem aus 43 Tönen pro Oktave in reiner Stimmung: Just Intonation. Er konstruierte parallel dazu Instrumente wie die übergroße Kithara (ein Saiteninstrument, in zwei Versionen) oder das Chromelodeon auf der Basis eines Harmoniums (auch zweifach ausgeführt). Mit diesen und vielen weiteren Instrumenten, besonders auch Percussionsinstrumenten, führte er an US-amerikanischen Universitäten opernartige Oratorien auf, bei denen die Instrumente wie Hauptpersonen agieren, z. B. in Delusion of the Fury. Sein Stimmungssystem vermeidet jede Temperierung von Intervallen und ist aufgrund reiner Terzen, Quinten, kleinen Septimen bis hin zum 11. Naturton hochgradig individuell. Er veröffentlichte 1949 das Buch Genesis of a Music.
- Giacinto Scelsi (La Spezia, Italien 1905 – Rom 1988) ließ seine Klavierimprovisationen von angestellten Komponisten mikrotonal für verschiedene Besetzungen notieren. Sein Vorgehen vermeidet jede Systematisierung und lebt von der steten Beugung der Tonhöhen hin zu Mikroclustern. In diesen Clustern spielen Schwebungen eine wesentliche Rolle. Stilistisch trifft er sich oft mit Carrillo, kam aber eher über seine Hinwendung zu fernöstlichem Denken zu einer Auflösung der konkreten Tonhöhe.
- Lou Harrison (Portland, Oregon 1917 – Lafayette, Indiana 2003) war ein Schüler des US-amerikanischen Innovators Henry Cowell und von Arnold Schönberg. Er war beeinflusst von indonesischer Gamelanmusik. Harry Partchs Buch Genesis of a Music gab ihm den Anstoß, selbst Just Intonation zu entdecken. Der Großteil seiner Werke ist in Just Intonation geschrieben. Er setzte sich für Charles Ives und Harry Partch ein, mit denen er befreundet war.
- Ben Johnston (geboren in Macon, Georgia 1926) war ein Mitarbeiter und Förderer von Harry Partch. Einige von Partchs selbstgebauten Instrumenten wurden an der Universität in Urbana, Illinois entwickelt, an der Johnston 1951–83 unterrichtete. Dort fanden auch wichtige Aufführungen von Partchs Werken statt. Johnston entwickelte ein Notationssystem für Just Intonation, das er für herkömmliche Instrumente einsetzt. Er wurde vor allem durch seine Streichquartette bekannt, die teils vom Kronos-Quartett eingespielt worden sind. Im String Quartet No. 9 erweitert er Partchs 11-limit bis zum 31. Partialton.
- James Tenney (Silver City, New Mexico 1934 – Valencia, California 2006) war gleichermaßen ein Komponist wie Theoretiker, unter anderem ein Mitarbeiter von Harry Partch. Er war verbunden mit wichtigen musikalischen Innovatoren in den USA wie Edgar Varèse oder John Cage. Sein Interesse galt reiner Stimmung, aber auch komplexer Metrik wie jener von Conlon Nancarrow. Zu seinen Büchern zählen: META/HODOS: A Phenomenology of 20th-Century Musical Materials and an Approach to the Study of Form (1961) and META Meta/Hodos (1975) (beide 1988 gemeinsam publiziert) sowie A History of 'Consonance' and 'Dissonance'  (1988).
- Gérard Grisey (Belfort 1946 – Paris 1998) war einer der wichtigsten Mitglieder der Gruppe L’Itinéraire in Paris, zu der u. a. Hugues Dufourt, Tristan Murail und Michael Levinas gehörten, 1973 gegründet aus dem Kreis ehemaliger Schüler Olivier Messiaens. In Deutschland wird die Gruppe gern als Spektralisten bezeichnet. Ursprünglich steht bei ihnen das Partialtonspektrum im Zentrum. Nach und nach werden aber weitere Prinzipien der harmonischen Konstruktion herangezogen, wie FM (Frequenzmodulation) oder die Verzerrung von Spektren (Dehnung oder Stauchung). Die späten Werke von Grisey gehen mit diesem Material sehr frei um: Vortex temporum oder Quatre Chants. Von 1986 bis zu seinem Tod war er Kompositionsprofessor am Conservatoire national supérieur de musique de Paris.